# Gaspard Yurkievich
Gaspard Yurkievich (* 16. května 1972 Paříž) je francouzský módní návrhář. V roce 1997 získal hlavní cenu na mezinárodním festivalu módy v Hyères. V roce 1998 měl svou první přehlídku v Paříži. Počínaje rokem 2009 spolupracuje se značkou Van Cleef & Arpels. Roku 2011 uzavřel smlouvu se společností Gerbe, díky čemuž se jeho tvorba dostala do velkých módních oděvních domů, jako jsou Galeries Lafayette, Printemps a Le Bon Marché. Roku 2009 přispěl do knihy The Annotated Spectacle, kterou editoval CS Leigh.